# 北海道道1076号利尻富士利尻自転車道線
北海道道1076号利尻富士利尻自転車道線（ほっかいどうどう1076ごう りしりふじりしりじてんしゃどうせん）は、北海道利尻郡利尻富士町と利尻町を結ぶ一般道道である。自転車歩行者専用道路（サイクリングロード）で、冬期積雪期は通行止めとなる。

## 概要

### 路線データ
- 起点：北海道利尻郡利尻富士町鴛泊
- 終点：北海道利尻郡利尻町沓形
- 総距離：24.9 km

## 歴史
- 1987年（昭和62年）10月2日 - 東利尻利尻自転車道線として路線認定[1]。
- 1990年（平成2年）9月30日 - 東利尻町の利尻富士町への町名改称に伴い、現在の路線名に変更[2]。

## 地理

### 通過する自治体
- 宗谷総合振興局
  - 利尻郡
    - 利尻富士町
    - 利尻町

### 主な接続道路
利尻富士町
- 北海道道108号沓形仙法志鴛泊線 - 鴛泊（起点）
- 北海道道105号利尻富士利尻線 - 鴛泊（重複）
- 北海道道856号本泊利尻空港線 - 鴛泊

利尻町
- 北海道道105号利尻富士利尻線 - 沓形（終点）

### 沿線にある施設など
- 野塚駐輪・駐車公園
- 富士見休憩所
- 富士岬駐輪公園
- 大磯駐輪・駐車公園
- 種富駐輪・駐車公園